# Округ Тод (Јужна Дакота)
Тод (енгл. Todd County) је округ у америчкој савезној држави Јужна Дакота.

## Демографија
По попису из 2010. године број становника је 9.612, што је 562 (6,2%) становника више него 2000. године.
| Група             | 2000.         | 2010.      |
| Белци             | 1.127 (12,5%) | 913 (9,5%) |
| Афроамериканци    | 8 (0,1%)      | 16 (0,2%)  |
| Азијати           | 13 (0,1%)     | 18 (0,2%)  |
| Хиспаноамериканци | 138 (1,5%)    | 227 (2,4%) |
| Укупно            | 9.050         | 9.612      |